# Breite Heide (Sächsische Schweiz)

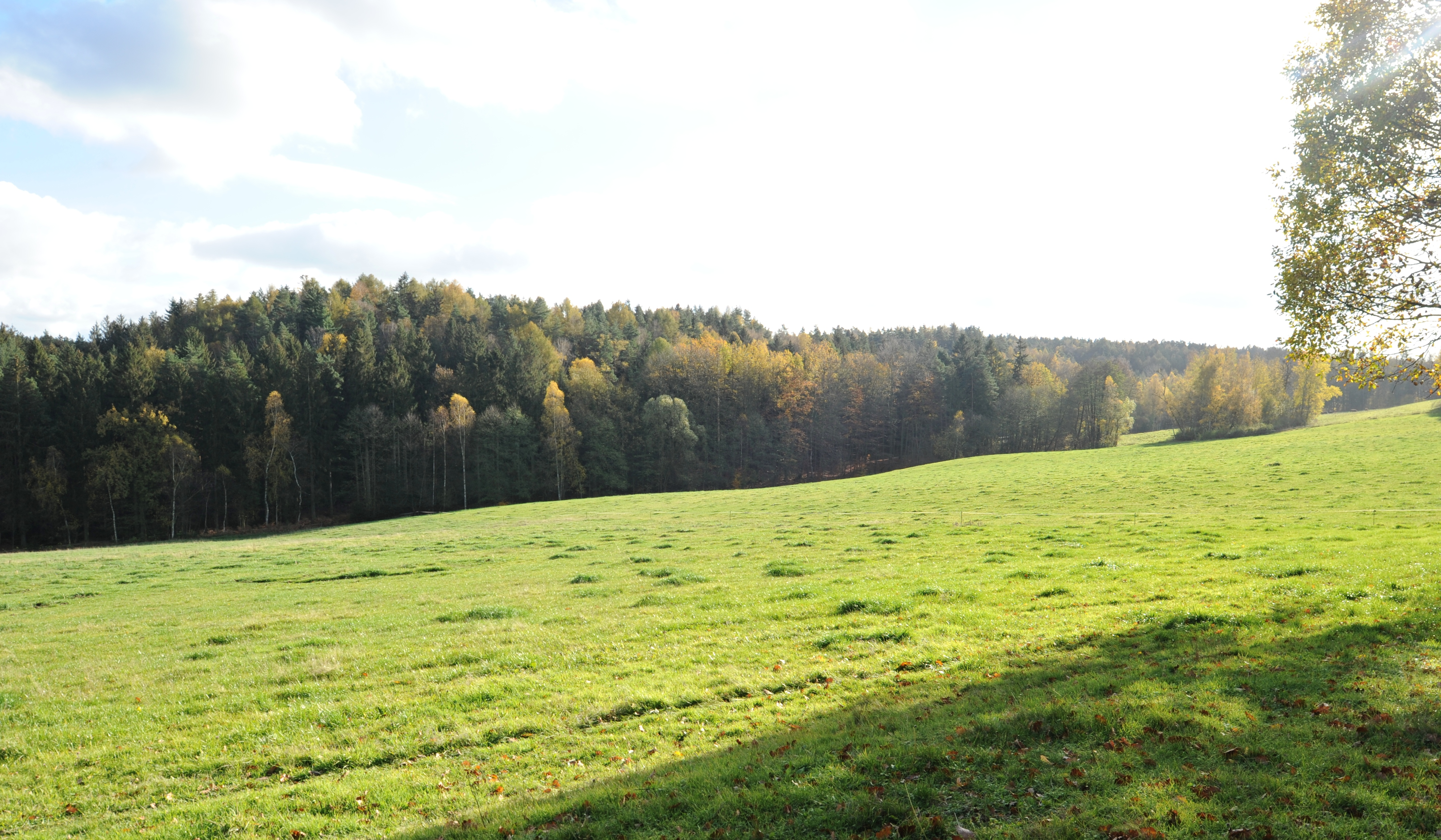
Waldzone der Breiten Heide im Tal des Leupoldishainer Baches

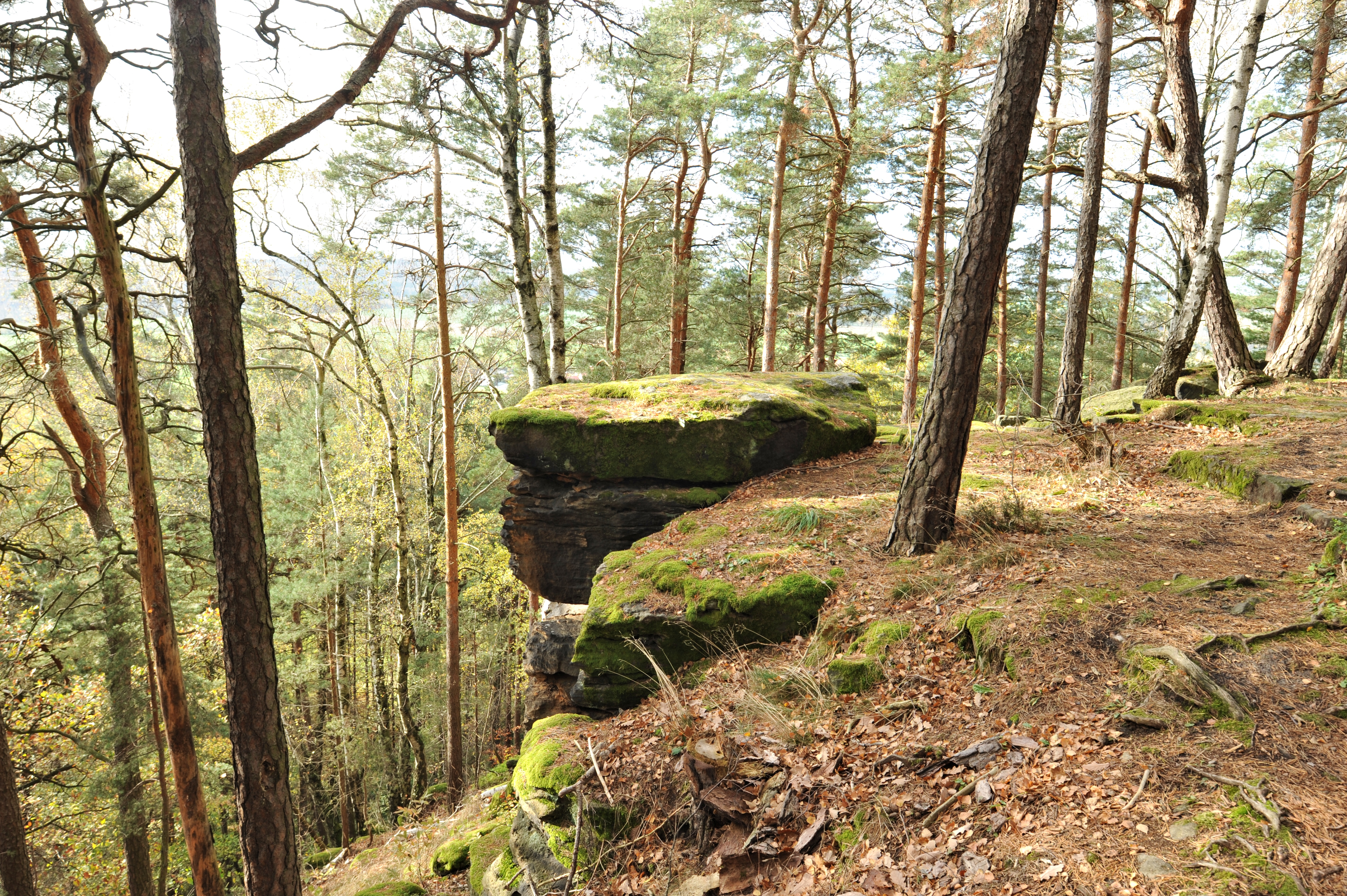
Felsensporn an den Langenhennersdorfer Wänden, der südwestliche Rand der Breiten Heide

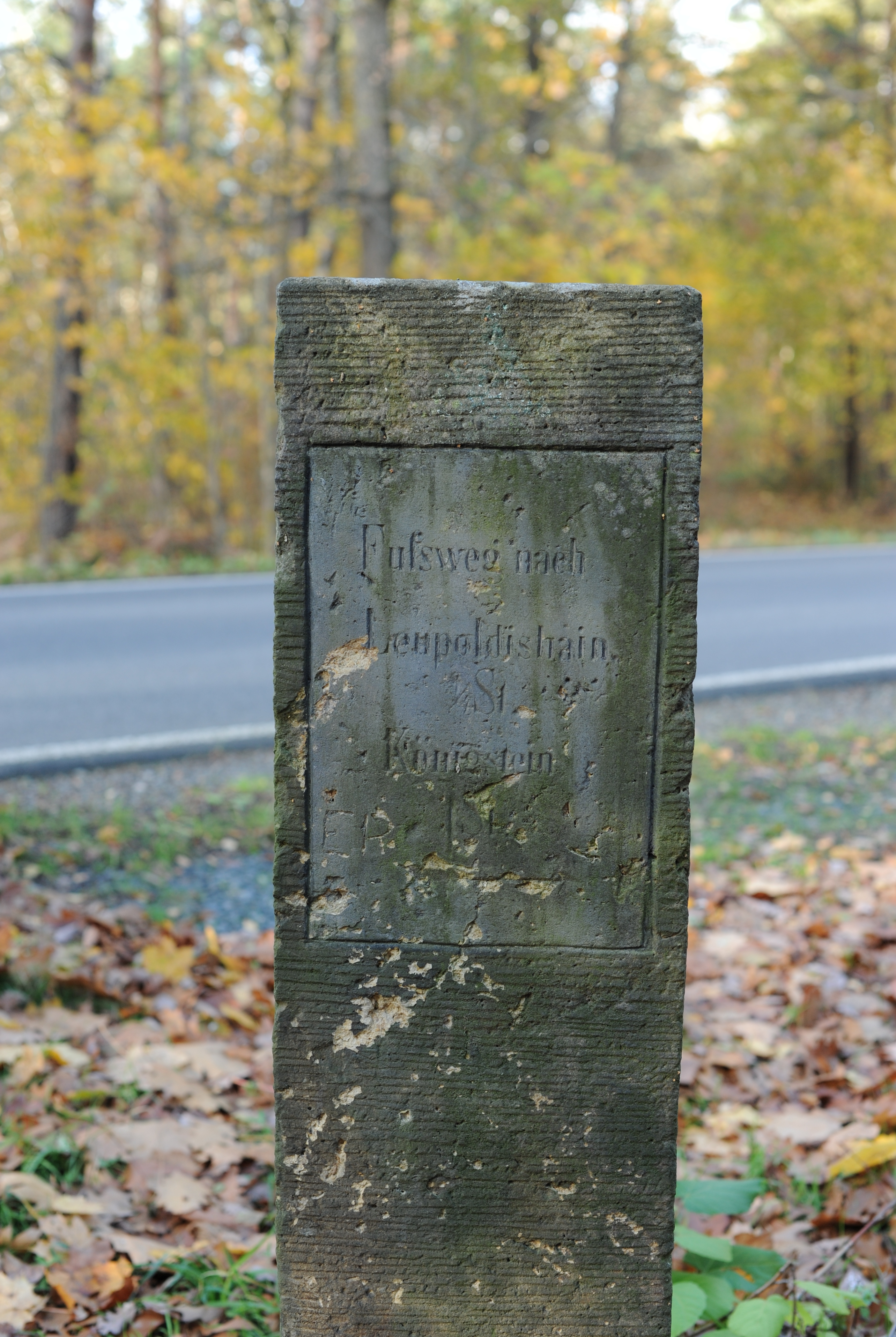
Wegesäule am Fußweg von der Hohen Straße nach Leupoldishain

Die Breite Heide ist ein Waldareal in der Sächsischen Schweiz, das auf dem Gemeindegebiet der Stadt Königstein liegt und mit seinen Randbereichen auch auf Bad Gottleuba-Berggießhübel übergreift. Dieser Wald bedeckt ein nach Norden abfallendes Sandsteinplateau. Das etwa dreieckig ausgebildete Gebiet liegt zwischen Langenhennersdorf und Leupoldishain im linkselbischen, westlichen Abschnitt des Elbsandsteingebirges.

## Lage
Die nordöstliche Flanke der Breiten Heide bildet den Taleinschnitt des Leupoldishainer Baches, die südwestliche Flanke ist mit der Felsenreihe der Langenhennersdorfer Wände begrenzt und die östliche Abgrenzung bildet der Dürre Grund, ein Nebental des Leupoldishainer Baches. Die durchschnittliche Höhe des Sandsteinplateaus liegt bei 370 Metern. Nur zwei Wohnsiedlungen befinden sich an den Randbereichen der Breiten Heide, westlich die Häusergruppe Forsthaus (ehemals Kirchberg) und nördlich das Dorf Leupoldishain.

## Felsen und Landschaft
Im Waldgebiet befinden sich neben den Langenhennersdorfer Wänden mit dem Aussichtspunkt Napoleonstein weitere, überwiegend kleinere Felsengruppen. Darunter sind mit dem Kiefernturm in der südlichen Hälfte und dem Teichwächter am nördlichen Zipfel bei Leupoldishain auch zwei Kletterfelsen. Im südlichen Abschnitt liegt der Hohle Stein, an dem eine leichte Höhenstufe entlang führt. In dessen Nähe befinden sich weitere Felsenpartien, die horizontal deutlich klüftig, von vielen kleinen Hohlräumen durchzogen sind und deutliche Absandungen zeigen. Das Geländeniveau im oberen Seitental des Dürren Grundes fällt schon auf kurzer Strecke stark ab.
Alle Felsen bestehen aus dem kreidezeitlichen Elbsandstein, der hier klein- bis mittelbankig ausgeprägt ist. Die Verwitterungsprozesse haben das Relief der anstehenden Sandsteinfelsen in der Breiten Heide und in den benachbarten Nikolsdorfer Wänden stark zergliedert. Im unteren Teil des Dürren Grundes, der hier den Namen Schulgründe trägt, hat sich durch die Sedimentablagerung eine Verebnungsfläche ausgebildet, deren Randbereiche von Wald umsäumt sind. Dieses sich von Süden nach Norden hinziehende Rodungsgebiet wird als Viehweide genutzt und schließt am Rande von Leupoldishain an dessen Bebauung an.

## Verkehrswege
Im südlichen Abschnitt quert die Hohe Straße (S 169) das Waldgebiet, an der es auch einen Parkplatz für Besucher der Felsengruppe Labyrinth gibt. Von ihr zweigt zuvor eine Nebenstraße mit dem Namen Breite Heide ab, die in ein Betriebsgelände des Staatsbetriebes Sachsenforst führt. Einige Wanderwege erschließen das Gebiet. Zu diesen zählen hauptsächlich der Schillersteig (gelbe Markierung), der Pferdelochweg und der Schäfersteig.